# Nosodendron mexicanum
Nosodendron mexicanum är en skalbaggsart som beskrevs av Sharp 1902. Nosodendron mexicanum ingår i släktet Nosodendron och familjen almsavbaggar. Inga underarter finns listade i Catalogue of Life.